# Esperanto
Esperanto er et kunstsprog, som har til formål at gøre mennesker med forskellige modersmål i stand til at kommunikere lettere med hinanden. Esperantos grundstruktur er mere regelmæssig end i de fleste naturligt opståede sprog, og det hævdes derfor at være lettere at lære. Esperanto er det mest udbredte plansprog i historien. Siden sprogets lancering 26. juli 1887 har det gennemgået en udvikling, som kan sammenlignes med den, der har fundet sted i andre sprogsamfund. Esperanto betegnes som verdens enkleste sprog.
Antallet af personer på verdensplan, der taler sproget, er svært at måle, da esperantister er spredt ud over hele verden, og mange ikke er medlem af nogen esperanto-organisationer. Antallet af talere anslås til at være et sted mellem nogle hundredtusinder og flere millioner. Heraf har langt de fleste det som andetsprog, men der findes også mellem 1.000 og adskillige tusind mennesker der har det som modersmål, kaldet "denaskuloj" ("fra fødslen [esperantotalende] personer").

## Baggrund
L.L. Zamenhof, øjenlæge i Warszawa, udgav i 1887 (under pseudonymet Doktoro Esperanto) en bog med grammatik, ordlister og teksteksempler for et af ham udarbejdet plansprog. I bogen, som blandt esperantister populært kaldes (la) Unua Libro ("(den) Første Bog"), kaldes sproget simpelt hen Lingvo Internacia ("Internationalt Sprog"). Sproget fik hurtigt tilhængere, som begyndte at kalde det Esperanto efter forfatterens pseudonym. Esperanto betyder "en håbende", eller "en som håber".

## Idé
Zamenhofs mål med at lave esperanto var, at det skulle blive alles sprog nummer to, som man kunne lære foruden sit modersmål. Zamenhof mente, at manglende kommunikation og forståelse var en af årsagerne til krig og fjendskab mellem forskellige nationer. Baggrunden for dette regnes at være Zamenhofs opvækst i byen Białystok i den østlige del af det nuværende Polen, hvor der taltes 5 sprog: polsk, russisk, hviderussisk, tysk og jiddisch.

## Kultur
Sproget blev hurtigt udbredt blandt en voksende tilhængerskare, og det udviklede sig til et levende sprog med sin egen særegne kultur. Zamenhof havde fra starten lagt stor vægt på litterær anvendelse – han skrev digte på sproget og oversatte mange klassiske værker (for eksempel Hamlet og andre skuespil af Shakespeare og mange af H.C. Andersens eventyr). Lige siden har det været et litterært sprog med både oversat og original litteratur i alle genrer. I dag bruges esperanto inden for mange områder: Der er for eksempel en del orkestre, som udelukkende spiller og udgiver musik på esperanto, blandt andet danske Kim J. Henriksen.
Esperanto-udgaven af Wikipedia har p.t. 368.370 artikler (dags dato). Til sammenligning har dansk Wikipedia p.t. 307.497 artikler (dags dato), mens engelsk Wikipedia er størst med 6.973.309 artikler (dags dato).

## Sproglig struktur
Kerneordforrådet på esperanto blev defineret af Lingvo Internacia, udgivet af Zamenhof i 1887. Den indeholdt 900 ordrødder, som kunne udbygges til mere end ti tusind ord ved hjælp af forskellige for- (præfikser) og efterstavelser (suffikser; i tillæg kunne man danne nye ord gennem sammensætning). I 1894 udgav Zamenhof den første esperantoordbog, Universala Vortaro, med et større sæt rødder. Imidlertid "tillod" Zamenhof brugerne af sproget at låne rødder fra andre sprog, hvis det var nødvendigt, særligt "internationalt kendte" rødder, der var i brug i flere etniske sprog. Zamenhof opgav derefter enhver kontrol over sproget, som siden har udviklet sig "ad naturens veje". Der har længe pågået en ideologisk kamp mellem det konservative Esperantoakademi, og eksperimenterende forfattere, der har indført et væld af neologismer. Den største esperantoordbog i dag (La Nova Plena Ilustrita Vortaro, 2004/2005) indeholder ca. 16.780 rødder.
Esperantos ordforråd bygger hovedsageligt på de romanske sprog med visse germanske og slaviske islæt. Grammatikken er agglutinerende, noget som indebærer, at ordstammerne aldrig forandres eller forkortes, men sættes sammen som puslespilsbrikker. (Derfor er det blevet hævdet, at esperantos ordstruktur står nærmere tyrkisk og japansk end vestlige sprog.)

### Fonologi
Esperanto har 22 konsonanter og 5 vokaler. Betoningen ligger altid på den næstsidste vokal, undtagen i de tilfælde hvor slutvokalen o elideres (i praksis næsten kun i poesi). Til eksempel udtales familio (familie) [fa.mi.ˈli.o], men ved elision fås i stedet famili’ [fa.mi.ˈli].

#### Konsonanter
|                      | Bilabial | Bilabial | Labio- dental | Labio- dental | Alveolar | Alveolar | Post- alveolar | Post- alveolar | Palatal | Palatal | Velar | Velar | Glottal | Glottal |
| -------------------- | -------- | -------- | ------------- | ------------- | -------- | -------- | -------------- | -------------- | ------- | ------- | ----- | ----- | ------- | ------- |
| Klusil               | p ⟨p⟩    | b ⟨b⟩    |               |               | t ⟨t⟩    | d ⟨d⟩    |                |                |         |         | k ⟨k⟩ | g ⟨g⟩ |         |         |
| Nasal                |          | m ⟨m⟩    |               |               |          | n ⟨n⟩    |                |                |         |         |       |       |         |         |
| Flap                 |          |          |               |               |          | ɾ ⟨r⟩    |                |                |         |         |       |       |         |         |
| Frikativ             |          |          | f ⟨f⟩         | v ⟨v⟩         | s ⟨s⟩    | z ⟨z⟩    | ʃ ⟨ŝ⟩          | ʒ ⟨ĵ⟩          |         |         | x ⟨ĥ⟩ |       | h ⟨h⟩   |         |
| Affrikat             |          |          |               |               | ʦ ⟨c⟩    |          | ʧ ⟨ĉ⟩          | ʤ ⟨ĝ⟩          |         |         |       |       |         |         |
| Lateral approksimant |          |          |               |               |          | l ⟨l⟩    |                |                |         |         |       |       |         |         |
| Approksimant         |          |          |               |               |          |          |                |                |         | j ⟨j⟩   |       |       |         |         |

Til højre vises stemte, til venstre ustemte konsonanter.
Et relativt stort antal konsonantkombinationer kan forekomme, op til tre initialt i ord og op til fire medialt, for eksempel i ordet instrui, at undervise. Konsonantkombinationer i slutning af ord er sjældne, undtagen når o elideres i poesi, samt i nogle få ord som cent (hundrede) og post (efter).

### Alfabet
Esperantos alfabet har 28 bogstaver: Aa, Bb, Cc, Ĉĉ, Dd, Ee, Ff, Gg, Ĝĝ, Hh, Ĥĥ, Ii, Jj, Ĵĵ, Kk, Ll, Mm, Nn, Oo, Pp, Rr, Ss, Ŝŝ, Tt, Uu, Ŭŭ, Vv, Zz. Sproget er fonetisk, hvilket vil sige at hvert bogstav altid lyder og staves ens.

### Ordforråd
Esperantos ordforråd kommer overvejende fra europæiske sprog. Cirka 75 procent af ordforrådet kommer fra romanske sprog og latin, cirka 20 procent fra germanske sprog, hovedsagelig engelsk og tysk, og de øvrige 5 procent fra græsk, slaviske sprog og andre sprog.
Ofte går esperantoord tilbage til beslægtede ordvarianter i flere sprog. I et antal tilfælde forekommer kompromisformer mellem forskellige sprogs varianter. I visse tilfælde er ordet modificeret for at undgå homonymi.
Eksempler:
- fra latin og romanske sprog:
  - latin: sed, tamen, okulo ...(men, alligevel, øje)
  - fransk:  dimanĉo, ĉe, frapi, ĉevalo  ...(søndag, hos, slå, hest)
  - italiensk:  ĉielo, fari, voĉo ...(himmel, at gøre, stemme)
  - flere: facila, fero, verda ...(let, jern, grøn)
- fra germanske sprog:
  - tysk: baldaŭ, bedaŭri, nur ...(snart, at beklage, kun)
  - engelsk: birdo, fajro, ŝarko ...(fugl, ild, haj)
  - dansk/norsk: ofte, skio, fjordo (ofte, ski, fjord)
  - flere: bildo, fiŝo, fremda, hasti (billede, fisk, fremmed, at skynde sig)
- fra slaviske sprog:
  - polsk: ĉu, moŝto ...([spørgepartikel], højhed)
  - russisk: serpo, vosto ...(segl (redskab), hale)
  - flere: klopodi, krom, pravi ...(at anstrenge sig, foruden, at have ret)
- fra andre indoeuropæiske sprog
  - græsk: kaj, biologio, politiko ...(og, biologi, politik)
  - litauisk: du, ju, tuj ...(to, jo, straks)

- fra andre sprog
  - samisk: boaco ...(rensdyr)
  - japansk: hajko, utao, zeno ...(haiku, uta (eng. waka), zen) [6]
  - ungarsk: Kiu ...(hvem)

#### Orddannelse
Esperanto har et meget produktivt system til at lave ord. Nye ord gives betydning med affiks og gennem sammensætning. Systemet med faste ordklasseendelser gør, at man af en omhyggeligt valgt rod kan lave flere ord, for eksempel kan af roden vid automatisk laves
- vidi "at se"
- vido "syn"
- vida "visuel, som har med syn at gøre"
- vide "visuelt, med synet"

Desuden findes et antal leksikale præfikser og suffikser, som føjes til roden for at give mere specielle betydninger. Et leksikalt suffiks indføjes mellem roden og ordklasseendelsen, for eksempel suffikset ebl i orden videbla, "synlig", og videble, "synligt". Præfikset sættes før roden og ændrer dets betydning, for eksempel præfikset ek i ordet ekvidi "få øje på". De leksikale affikser kan endda anvendes som rødder, hvor en grammatisk endelse tilføjes, for eksempel ebla (med adjektivendelsen -a), "mulig".

#### Tabelord (korrelativer)
De korrelative ord laves i esperanto som et særskilt sæt, der kan opstilles som en tabel, og de kaldes derfor tabelvortoj "tabelord". De er ord, som anvendes for at stille og besvare spørgsmålene hvad, hvor, hvornår, hvorfor, hvem, hvis, hvorledes, hvor meget, og hvordan. Der findes ni endelser for disse ni spørgsmål, plus fem afledninger som modsvarer spørgende, påpegende, fornægtende etc. Gennem at lære sig disse 14 elementer, kan man talende benytte hele systemet af 45 biord og stedord.
Systemet kan sammenfattes i tabelform på følgende vis:
|                                | ki- spørgende (interrogativ) / henførende (relativ) | ti- påpegende (demonstrativ) | i- ubestemt                 | ĉi- altomfattende             | neni- nægtende        |
| -u person, bestemt sag         | kiu hvem, hvilken                                   | tiu den, det                 | iu nogen                    | ĉiu enhver                    | neniu ingen           |
| -o ubestemt eller abstrakt sag | kio hvad                                            | tio det                      | io noget                    | ĉio alt                       | nenio intet           |
| -e sted                        | kie hvor                                            | tie dér                      | ie et eller andet sted      | ĉie overalt                   | nenie ingen steder    |
| -am tid                        | kiam hvornår                                        | tiam da, dengang             | iam engang                  | ĉiam altid                    | neniam aldrig         |
| -a egenskab, slags             | kia hvordan, hvilken egenskab                       | tia sådan, den egenskab      | ia en eller anden egenskab  | ĉia al slags, enhver egenskab | nenia ingen egenskab  |
| -el måde                       | kiel hvorledes                                      | tiel således                 | iel på en eller anden måde  | ĉiel på enhver måde           | neniel på ingen måde  |
| -om mængde                     | kiom hvor meget                                     | tiom såmange                 | iom noget, en smule         | ĉiom alt sammen               | neniom intet somhelst |
| -al årsag                      | kial hvorfor, af hvilken årsag                      | tial derfor                  | ial af en eller anden grund | ĉial af enhver årsag          | nenial af ingen årsag |
| -es besiddelse                 | kies hvis                                           | ties dens, dets              | ies nogens, en eller andens | ĉies enhvers, alles           | nenies ingens         |

De korrelative ord som begynder med ki- fungerer både som spørgende stedord (interrogative pronominer) og biord (adverbium) (kie estas la domo? "hvor er huset?") og som henførende stedord og biord (la domo estas, kie la aliaj domoj estas "huset er, hvor de andre huse er"), som på mange europæiske sprog.
De demonstrative stedord (demonstrativt pronomen) som ender på -u kan fungere både som grundled når de står sammen, som i ĉiu (hver og en), og som attribut til et navneord, som i ĉiu tago (hver dag).

## Esperanto-samfundet

### Geografi og demografi
Esperantotalende er mere talrige i Europa og Østasien end på andre kontinenter, og mere talrige i byområder end i landdistrikter Esperanto har sin største udbredelse i de nordlige og østlige lande i Europa; i Kina, Korea, Japan og Iran i Asien; i Brasilien, Argentina og Mexico på det amerikanske kontinent; og i Togo og Madagaskar i Afrika.
Der er lavet et estimat over antallet af esperantotalende af Sidney S. Culbert, en pensioneret psykologiprofessor ved University of Washington og esperantist. Han opsporede og testede esperantotalende i udvalgte områder i mange lande over en periode på 20 år. Culbert konkluderede at mellem en og to millioner mennesker taler esperanto på ILR-niveau 3 (En amerikansk skala for sprogbeherskelse. Niveau 3 er "professionel beherskelse": Dvs. at man kan kommunikere moderat komplekse ideer uden tøven, og følge taler, radioudsendelser osv.)
Culbets estimat var ikke kun lavet for esperanto, men udgjorde en del af hans oplistning af estimater for alle sprog med over 1 million talende som blev publiceret årligt i The World Almanac and Book of Facts, en udbredt amerikansk almanak. Culberts mest detaljerede redegørelse for sine undersøgelser findes i et brev fra 1989 til David Wolf. Da Culbert aldrig offentliggjorde delresultater for de undersøgte lande og regioner, er det vanskeligt at bedømme nøjagtigheden af hans resultater.
I almanakken blev hans estimater for antallet af esperantotalende afrundet til hele millioner, så tallet blev vist som 2 millioner. Det tal findes også i Ethnologue. Hvis man antager at det tal er rigtigt, betyder det at omkring 0,03 % af verdens befolkning kan tale esperanto. Det er langt fra Zamenhofs mål om et universelt hjælpesprog, men det er en udbredelse som er uden sidestykke blandt andre konstruerede sprog.
Ethnologue angiver også at der er mellem 200 og 2000 mennesker som har esperanto som modersmål da de har lært sproget fra fødslen fra deres esperantotalende forældre. Det sker når esperanto er familiesproget i en international familie eller nogle gange i en familie med passionerede esperantister.
Marcus Sikosek har betvivlet Culberts resultater. Sikosek har beregnet at hvis de esperantotalende var jævnt fordelt over Jorden, ville der med 1 million esperantotalende i verden være 180 i Køln i Tyskland. Men han fandt kun 30 som talte flydende esperanto i byen, og tilsvarende fandt han lavere tal end forventet adskillige andre steder som ellers kunne forventes at have en højere end gennemsnitlig koncentration af esperantotalende. Sikosek bemærker også der i alt er omkring 20.000 medlemmer af forskellige esperantoorganisationer (andre skøn over dette er højere). Selv om der utvivlsomt er mange esperantotalende som er uorganiserede, mener han at det er usandsynligt at der er 50 gange flere talende end organisationsmedlemmer. Andre mener at dette forhold mellem medlemmer af den organiserede esperantobevægelse og talere af sproget ikke er usandsynlig.
Den finske lingvist Jouko Lindstedt, en ekspert vedr. esperanto som modersmål, har givet følgende tal: til at vise proportionerne for sprogkundskaber i esperantosamfundet:
- 1.000 har Esperanto som modersmål
- 10.000 kan tale det flydende
- 100.000 kan bruge det aktivt
- 1.000.000 kan passivt forstå meget
- 10.000.000 har til en vis grad lært det på et tidspunkt.

Med fraværet af Culberts detaljerede stikprøvedata eller andre tællinger er det umuligt med sikkerhed at give antallet af esperantotalende. Men det er sandsynligvis kun få iagttagere som vil bestride følgende påstand fra Verdenesperantoforbundets webside:
Antallet af solgte lærebøger og medlemskabet i lokale klubber sætter antallet af mennesker med nogen kendskab til sproget til hundredtusinder og måske millioner.

## Holdninger til esperanto

### Typiske argumenter for esperanto
- Esperanto er et sprog der er lavet specielt for at folk med forskellige modersmål kan kommunikere gnidningsfrit med hinanden. Esperanto har været brugt i praksis i mere end hundrede år, og har udviklet sig til et modent og nuanceret sprog.

- På udlandsrejser kan man benytte sig af "Pasporta Servo" – en fortegnelse med over 1000 adresser i 60 lande over folk, der taler esperanto og tilbyder gratis overnatning.

- Der afholdes mange internationale arrangementer i forbindelse med esperanto, som f.eks. Esperantoverdenskongressen eller den Internationale Ungdomskongres. De store internationale møder holdes et nyt sted hvert gang, og kan have tusindvis af deltagere.

- Esperanto tilhører ikke et bestemt land eller folk, og giver derfor ikke fordele til nogen frem for andre. Enhver der taler esperanto har de samme rettigheder over det, og sproget kan således være et bindeled mellem vidt forskellige kulturer, på en måde som etniske sprog kun vanskeligt kan opnå. (Eksempelvis vil en kineser der taler engelsk med en amerikaner, som regel være kommunikativt underlegen, mens amerikaneren på sin side ikke slipper fri fra det etnocentriske verdensbillede som et modersmål i mange tilfælde vil være med til at strukturere.)

- Esperanto har en enkel og logisk grammatik, en fleksibel ord- og sætningsopbygning, og et ordforråd der bygger på hvad der for mange i forvejen er kendt (internationale rødder a la demokrati). Alt dette tilsammen gør det hurtigere at tilegne sig end de fleste andre fremmedsprog – måske ti gange hurtigere end engelsk eller tysk, ifølge enkelte videnskabelige undersøgelser.

### Typiske argumenter imod esperanto
- Selvom sproget tales af mange tusinde, er der intet lokalsamfund hvor man som tilrejsende med sikkerhed kan finde mere end en ubetydelig andel af befolkningen med kendskab til sproget.

- I praksis er det engelsk, spansk og andre etniske sprog der har fået rollen som lingua franca. Modstandere af esperanto mener at man kan opnå større mellemfolkelig kommunikation og forståelse ved at lære sig et af de traditionelle verdenssprog. (Det skal dog bemærkes at de fleste esperantomodstandere allerede igennem flere år har lært engelsk i skolen og således ikke reelt står over for et valg om at skulle lære det ene eller det andet sprog. – Et eksempel på en uheldig konsekvens af de nuværende verdenssprogs dominans, er det irske sprog, som i dag ved at blive glemt, fordi engelsk tales af alle i Irland.[10])

- Esperantos neutralitet er også omstridt. Sprogets ordforråd stammer hovedsageligt fra europæiske sprog, og derfor kan sproget siges at "diskriminere" personer med modersmål der ikke er indoeuropæiske.

- Enkelte feminister har beskyldt esperanto for at være sexistisk, da det (til dels ligesom tysk) bruger endelsen -in- til at danne hunkønsformer af basisbetegnelser for levende væsner, der som regel er hankøn: profesoro, profesorino; bovo "tyr", bovino "ko"; frato "broder", fratino "søster". (Der er dog en tendens i sproget til at mange personbenævnelser er ved at blive kønsneutrale, således at fx instruisto både kan betyde "(mandlig) lærer" og "lærer(inde)".)

## Et eksempel
Bønnen fader vor på esperanto:

Patro nia, kiu estas en la ĉielo, 

Via nomo estu sanktigita. 

Venu Via regno, 

plenumiĝu Via volo, 

kiel en la ĉielo, tiel ankaŭ sur la tero. 

Panon nian ĉiutagan donu al ni hodiaŭ. 

Kaj pardonu al ni niajn ŝuldojn, 

kiel ankaŭ ni pardonas al niaj ŝuldantoj. 

Kaj ne konduku nin en tenton, 

sed liberigu nin de la malbono. 

Por via la regno estas kaj la povo kaj la honoro.
En eono.
Amen